# Minardi M185
Minardi M185 byl vůz F1 týmu Minardi, který se účastnil mistrovství světa v roce 1985.

## Popis
Model M185 byl navržen Carilim pro motor Ford Cosworth. Tato kombinace ale vydržela pouze první dva závody. Poté Minardi sáhlo po turbo motoru z dílny Motori Moderni. Vůz přesto za konkurencí zaostával a nejlepšího výsledku dosáhl v Austrálii, když dojel Pierluigi Martini na osmém místě.

## Minardi
- Model: Minardi M185
- Rok výroby: 1985
- Země původu: Itálie
- Konstruktér: Giacomo Caliri
- Debut v F1: Grand Prix Brazílie 1985

## Technická data
- Motor: Ford Cosworth DFV
  - V8 90°
  - Objem: 2990 cc
  - Vstřikování Lucas
  - Palivový systém Lucas f.i.
  - Palivo Agip
  - Výkon: 510/10800 otáček
  - Převodovka: Minardi / Hewland 5stupňová.
  - Pneumatiky: Pirelli
  - Hmotnost 550 kg
- Motor: Motori Moderni MM V6
  - V6 90°
  - Objem: 1498 cc
  - Vstřikování Marelli
  - Palivový systém Bosch/ Kugelfischer.
  - Palivo Agip
  - Výkon: 720/11300 otáček
  - Převodovka: Minardi / Hewland 5stupňová.
  - Pneumatiky: Pirelli
  - Hmotnost 550 kg

## Statistika
- 16 Grand Prix
- 0 vítězství – nejlépe 8 místo Austrálie
- 0 pole positions
- 0 bodů
- 0 x podium

## Výsledky v roce 1985
| Legenda k tabulce | Legenda k tabulce                                                                       |
| Barva             | Výsledek                                                                                |
| ----------------- | --------------------------------------------------------------------------------------- |
| Zlatá             | Vítěz                                                                                   |
| Stříbrná          | 2. místo                                                                                |
| Bronzová          | 3. místo                                                                                |
| Zelená            | Bodované umístění                                                                       |
| Modrá             | Nebodované umístění                                                                     |
| Modrá             | Dokončil neklasifikován (NC)                                                            |
| Fialová           | Odstoupil (Ret)                                                                         |
| Červená           | Nekvalifikoval se (DNQ)                                                                 |
| Červená           | Nepředkvalifikoval se (DNPQ)                                                            |
| Černá             | Diskvalifikován (DSQ)                                                                   |
| Bílá              | Nestartoval (DNS)                                                                       |
| Bílá              | Závod zrušen (C)                                                                        |
| Světle modrá      | Pouze trénoval (PO)                                                                     |
| Světle modrá      | Páteční testovací jezdec (TD)                                                           |
| Bez barvy         | Netrénoval (DNP)                                                                        |
| Bez barvy         | Vyřazen (EX)                                                                            |
| Bez barvy         | Nepřijel (DNA)                                                                          |
| Bez barvy         | Odvolal účast (WD)                                                                      |
| Bez barvy         | Nezúčastnil se (prázdné)                                                                |
| Označení          | Význam                                                                                  |
| Tučnost           | Pole position                                                                           |
| Kurzíva           | Nejrychlejší kolo                                                                       |
| †                 | Jezdec nedojel do cíle, ale byl klasifikován, protože odjel více než 90 % délky závodu. |
| ‡                 | Byl udělován poloviční počet bodů, protože bylo odjeto méně než 75 % délky závodu.      |
| Horní index       | Umístění bodujících jezdců ve sprintu                                                   |

| Rok  | Šasi    | Motor                          | Pneu    | Jezdci            | 1   | 2   | 3   | 4   | 5   | 6   | 7   | 8   | 9   | 10  | 11  | 12  | 13  | 14  | 15  | 16  | Body | Pořadí |
| ---- | ------- | ------------------------------ | ------- | ----------------- | --- | --- | --- | --- | --- | --- | --- | --- | --- | --- | --- | --- | --- | --- | --- | --- | ---- | ------ |
| 1985 | Minardi | Ford DFV V8, Motori Moderni V6 | Pirelli |                   | BRA | POR | SMR | MON | CAN | DET | FRA | GBR | GER | AUT | NED | ITA | BEL | EUR | RSA | AUS | 0    | 12.    |
| 1985 | Minardi | Ford DFV V8, Motori Moderni V6 | Pirelli | Pierluigi Martini | Ret | Ret | Ret | DNQ | Ret | Ret | Ret | Ret | 11  | Ret | Ret | Ret | 12  | Ret | Ret | 8   | 0    | 12.    |